# ويلي سي كاربنتر
ويلي سي كاربنتر (بالإنجليزية: Willie C. Carpenter)‏ هو ممثل أمريكي بدأ مسيرته الفنية عام 1963.

## الأعمال
- رجال ذو بزات سوداء
- المطلع
- أرليس
- كوسبي
- المقاطعة
- بنات غيلمور
- بوسطن ليغال
- إن سي آي إس
- الوحدة
- لاس فيغاس

## وصلات خارجية
- ويلي سي كاربنتر على موقع IMDb (الإنجليزية)
- ويلي سي كاربنتر على موقع ألو سيني (الفرنسية)
- ويلي سي كاربنتر على موقع أول موفي (الإنجليزية)
- ويلي سي كاربنتر على موقع قاعدة بيانات الفيلم (الإنجليزية)
- ويلي سي كاربنتر على موقع كينوبويسك (الروسية)